# Moedura fotoquímica
A moedura fotoquímica, também conhecida como fresagem fotoquímica ou fotocondicionamento, é um processo de fresagem química usado para fabricar componentes de chapa metálica usando um fotorresist e condicionadores para usinar corrosivamente áreas selecionadas. Esse processo surgiu na década de 1960 como um desdobramento da indústria de placas de circuito impresso. A foto-gravação pode produzir peças altamente complexas com detalhes muito finos de forma precisa e econômica.